# NGC 92
NGC 92 (również PGC 1388) – galaktyka spiralna (Sa), znajdująca się w gwiazdozbiorze Feniksa. Została odkryta 30 września 1834 roku przez Johna Herschela.

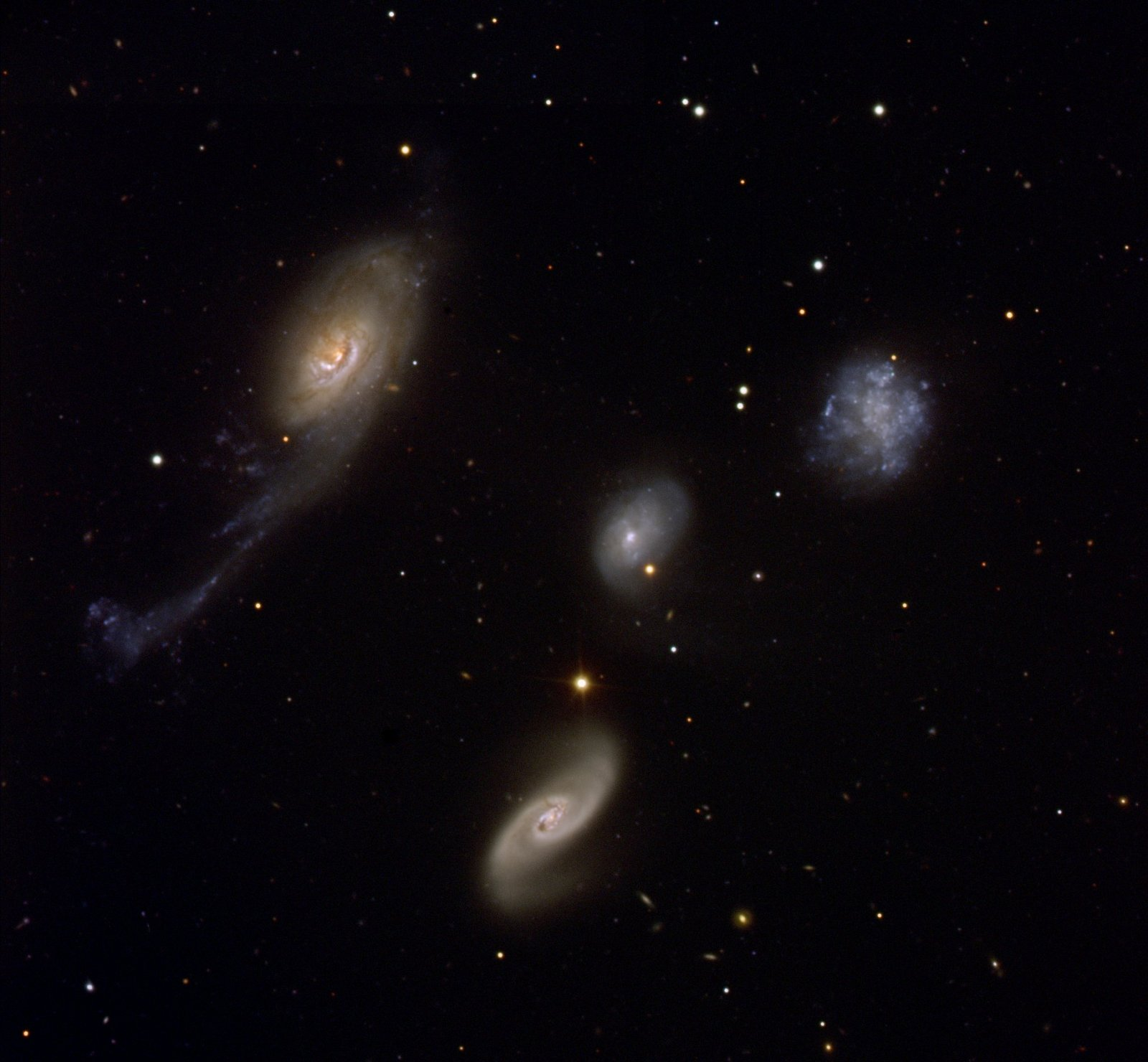
Kwartet Roberta (NGC 92 w lewym górnym rogu)

Galaktyka ta należy do zwartej grupy nazywanej Kwartetem Roberta. W galaktyce można wyróżnić daleko wyciągnięte ramię spiralne, w którym widać spore ilości pyłu. Dalekie ramię NGC 92 zostało wyciągnięte w wyniku interakcji z sąsiadkami. Astronomowie uważają, że wszystkie galaktyki w Kwartecie z czasem połączą się w jedną galaktykę eliptyczną.